# Střítež (Pelhřimovi járás)
Střítež település Csehországban, a Pelhřimovi járásban. Střítež Těmice, Kamenice nad Lipou, Nová Cerekev, Ústrašín, Častrov és Božejov településekkel határos. Lakosainak száma 104 fő (2024. január 1.).

## Népesség
A település lakosságának változását az alábbi diagram mutatja:
| Lakosok száma | 541  | 541  | 482  | 311  | 161  | 107  | 103  | 106  | 101  | 104  |
|               | 1869 | 1890 | 1921 | 1950 | 1980 | 2001 | 2017 | 2019 | 2022 | 2024 |